# Virbia satara
Virbia satara är en fjärilsart som beskrevs av Adalbert Seitz 1919. Virbia satara ingår i släktet Virbia och familjen björnspinnare. Inga underarter finns listade i Catalogue of Life.